# Trippe (Schiff, 1970)
USS Trippe (DE/FF-1075) war ein Geleitzerstörer, am 1. Juli 1975 umklassifiert zur Fregatte der Knox-Klasse. Sie diente von 1970 bis 1992 in der United States Navy und war das vierte Schiff, das nach Lieutenant John Trippe (* 1785, † 1810) benannt war.

## Geschichte
Die Kiellegung der Trippe erfolgte am 19. Juli 1968 bei Avondale Shipyards, New Orleans. Nach dem Stapellauf am 1. November 1969 wurde sie am 19. September 1970 bei der Navy in Dienst gestellt. Nach den Erprobungsfahrten in der Karibik und vor Haiti kehrte sie im Juli 1971 nach Boston in die Werft zurück, wo sie einen Starter für Sea Sparrow-Raketen erhielt. Sie war das erste kleinere Kriegsschiff, das mit diesen Waffen ausgestattet wurde. Die folgenden Monate verbrachte die Trippe mit der Erprobung des neuen Systems. Im Juni 1972 durchquerte sie den Panamakanal und dampfte nach Vietnam, wo sie als Eskorte für Flugzeugträger diente und auch bei Küstenbeschießungen teilnahm. Im Dezember 1972 kehrte sie an die US-Ostküste zurück und hatte damit ihre erste Weltumrundung abgeschlossen.
1973 wurde sie erneut überholt und für die Aufnahme eines LAMPS-Hubschraubers (SH-2 Seasprite) vorbereitet. Von August 1973 bis Januar 1974 war sie zum ersten Mal mit der 6. Flotte im Mittelmeer eingesetzt. Anfang 1975 operierte der Geleitzerstörer erneut im Indischen Ozean und im mittleren Osten. Mitte 1975 wurde das Schiff dann im Rahmen der Neuordnung der Schiffsklassifikationen der Navy zur Fregatte umklassifiziert. Ende 1975 begann eine erneute Werftliegezeit, die bis Mai 1976 andauerte. Von März bis Juli 1977 war die Trippe erneut im mittleren Osten, im Sommer 1978 zum zweiten Mal im Mittelmeer eingesetzt. 1979 nahm sie an der UNITAS-XX-Übung vor der südamerikanischen Küste teil, eine Fahrt führte sie nach Westafrika.
Von Januar bis Dezember 1980 wurde die Trippe bei Bath Iron Works in Bath, Maine mit einer neuen Schleppsonaranlage sowie neuen Elektronikanlagen ausgerüstet. Das folgende Jahrzehnt brachte vier weitere Aufenthalte im Mittelmeer sowie die Ausrüstung mit einem Phalanx CIWS mit sich. Anfang der 1990er Jahre operierte sie zumeist in der Karibik. Am 30. Juli 1992 wurde sie außer Dienst gestellt und an Griechenland verpachtet. Als Thraki (F457) wurde sie von der griechischen Marine im April 1993 in Dienst gestellt. 2001 wurde die Trippe offiziell verkauft und aus den Schiffsregistern der Navy gestrichen.